# 15050 Heddal
15050 Heddal è un asteroide della fascia principale. Scoperto nel 1998, presenta un'orbita caratterizzata da un semiasse maggiore pari a 3,2004905 UA e da un'eccentricità di 0,1289874, inclinata di 3,91840° rispetto all'eclittica.